# Boston Journal of Natural History
Le Boston Journal of Natural History (1834-1863) est une revue savante publiée par la Boston Society of Natural History au milieu du XIXe siècle au Massachusetts. Les contributeurs comprenaient Charles T. Jackson, Augustus A. Gould et d'autres. Chaque volume contenait des illustrations lithographiques, certaines en couleur, dessinées ou gravées par EW Bouvé, BF Nutting, A. Sonrel, et al. et imprimées par Pendleton's Lithography et d'autres sociétés.

## Galerie

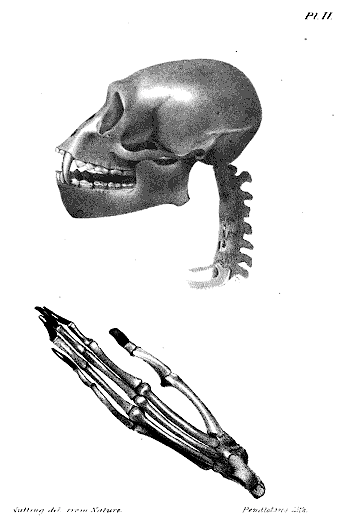
1837
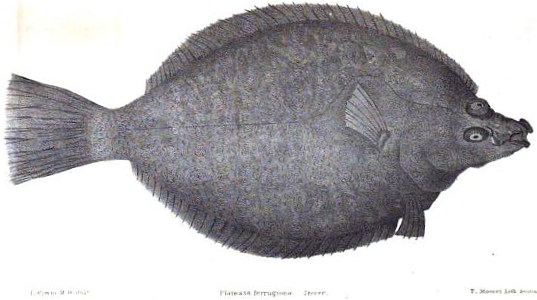
1839
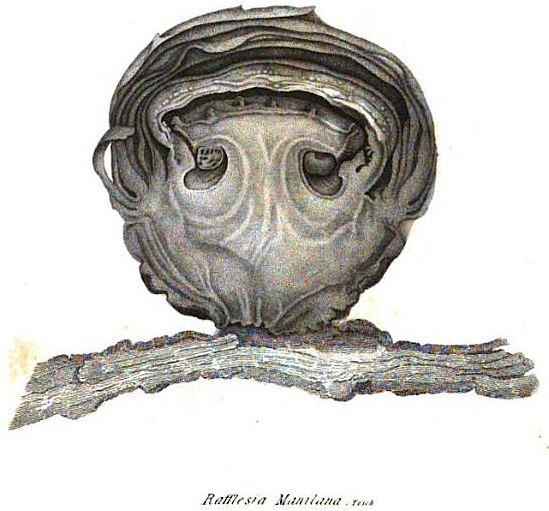
1844
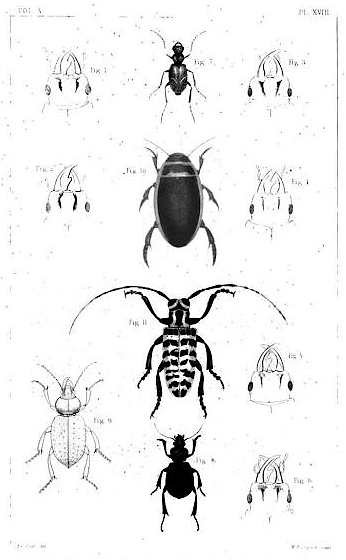
1847